# Бизел
Бизел (фр. Bisel) насеље је и општина у источној Француској у региону Алзас, у департману Горња Рајна која припада префектури Алткирх.
По подацима из 2011. године у општини је живело 575 становника, а густина насељености је износила 70,99 становника/km². Општина се простире на површини од 8,1 km². Налази се на средњој надморској висини од 411 метар (максималној 431 m, а минималној 386 m).

## Демографија
| 1962. | 1968. | 1975. | 1982. | 1990. | 1999. | 2011. |
| ----- | ----- | ----- | ----- | ----- | ----- | ----- |
| 467   | 487   | 518   | 545   | 534   | 602   | 575   |

График промене броја становника у току последњих година